# Georges Gillet
Pour les articles homonymes, voir Gillet.
Georges Vital Victor Gillet, né à Louviers le 17 mai 1854 et mort à Bessoncourt le 8 février 1920, est un hautboïste virtuose français. Il était marié à Marie Mouroux. Recensé en 1911, il vivait avec leur domestique, Yvonne Hascoët (née à Quimper en Bretagne en 1888). Sa femme était née en 1859 à Paris et ils vivaient dans le Val d'Oise.
Il forme dans sa classe de hautbois du Conservatoire de Paris la plupart des hautboïstes de la première moitié du XXe siècle.

## Biographie
Il entame ses études musicales à Paris, où s'est installée sa famille. En 1866, attiré par les instruments à vent, il choisit d'étudier le hautbois au Conservatoire de Paris, mais ne peut accéder à la classe de hautbois qu'en 1868. Elle est alors dirigée par Charles Colin ; entre 1863 et 1868, trois autres grands noms du hautbois s'y étaient succédé : Stanislas Verroust, Charles-Louis Triébert et Félix-Charles Berthélémy.
En juin 1868, Georges Gillet obtient un premier accessit avec la pièce imposée Premier solo de concours de Charles Colin, et la médaille d'excellence de solfège. Le 28 juillet de l'année suivante, il obtient à 15 ans un premier prix de hautbois.
Après son départ du Conservatoire, il commence sa carrière de hautboïste d'orchestre en 1872 au Théâtre-Italien pour une durée de deux ans, puis intègre les Concerts Colonne où il reste jusqu'en 1876. Il entre ensuite à la Société des concerts du Conservatoire, qu'il quitte en 1899. Il fait également partie de l'orchestre du Théâtre national de l'Opéra-Comique de 1878 à 1895, avant de devenir premier hautbois de l'orchestre de l'Opéra de Paris.
En 1879, à la suite de la création de la Société de musique de chambre pour instruments à vent, il travaille d'arrache-pied avec le flûtiste Paul Taffanel pendant plus de 15 ans. Il participe à tous les concerts de la Société comme premier hautbois, sauf en 1887, date à laquelle il se trouve en Russie avec Taffanel, Charles Turban et Camille Saint-Saëns.
En 1881, Georges Gillet prend la suite de son maître Charles Colin au Conservatoire. Il est à l'époque le plus jeune professeur de hautbois de cette grande institution. Il utilise dans son enseignement les études de Barret, Ferling, Luft et Brod. Il publie ses célèbres 25 études et apporte une contribution importante à la littérature pédagogique du hautbois. Créée cette même année, la maison Lorée est nommée fournisseur officiel des hautbois du Conservatoire.
Les études de Gillet ont fait reculer les limites techniques du hautbois, y compris les plus difficiles combinaisons de notes du grave, les passages les plus compliqués de l'aigu, développant des phrases tout en octaves ou en harmoniques, des pages consacrées aux trilles, au chromatisme ou au staccato. Elles demeurent encore aujourd'hui un défi pour tous les hautboïstes. Pour les doigtés, la tablature que Gillet créa pour accompagner ses études est une des sources de référence les plus fiables pour le hautboïste jouant un hautbois « système Conservatoire ».
Paradoxalement, après un travail de fond sur l'enseignement de l'instrument, ce virtuose innova en proposant comme morceaux de concours presque uniquement des œuvres écrites par des compositeurs non hautboïstes. Il fut d'ailleurs le dédicataire de la plupart de ces morceaux, ainsi que de nombreuses pièces pour hautbois composées par Adrien Barthe, Benjamin Godard et Blas María Colomer.
Georges Gillet a également apporté une amélioration importante au hautbois en remplaçant le système à anneaux par un système à plateaux, permettant ainsi une technique simplifiée. Il partagea cette performance avec le facteur d'instruments Lorée, qui poursuivit l'expérimentation jusqu'à l'obtention du modèle final en 1906.
Il est l'oncle de Fernand Gillet, également hautboïste.
Il est inhumé au cimetière Montmartre, (24e division), avec son épouse Marie-Emilie Mouroux, (1859-1947).

## Distinctions
- Chevalier de la Légion d'Honneur au titre du ministre de l'Instruction publique et des Beaux-Arts (décret du 26 juillet 1904). Parrain: le compositeur et organiste Théodore Dubois, directeur du Conservatoire et membre de l'Institut.